# منصور خاني (كاكان)
منصور خاني (بالفارسية: منصورخانی) هي منطقة سكنية تقع في إيران في قسم کاکان الريفي. يقدر عدد سكانها بـ 390 نسمة بحسب إحصاء 2016.